# Fredrik Sahlin
Fredrik Olof Sigurd Sahlin, född 19 juli 1963 i Vantör i Stockholm, är en svensk filmkritiker och kulturjournalist.
Sahlin är bland annat känd som programledare för TV-programmen Filmkrönikan (1999–2002) och Kulturnyheterna. 

## Biografi
Efter studier i bland annat psykologi och filmvetenskap började Sahlin recensera för Nöjesguiden 1991 och blev senare på 1990-talet tidningens filmredaktör. 2001 anställdes han som redaktör och filmkritiker på SVT:s Kulturnyheterna. Han var filmkritiker för SVT:s Filmkrönikan mellan 2000 och 2002 och var programledare för intervjuprogrammet Närbild 2009–2010, för filmprogrammen Babel Bio (2016) och Dolly (2017). År 2023 lämnade han SVT för att bli filmkritiker på Dagens Nyheter.